# Busbahnhof Jonava

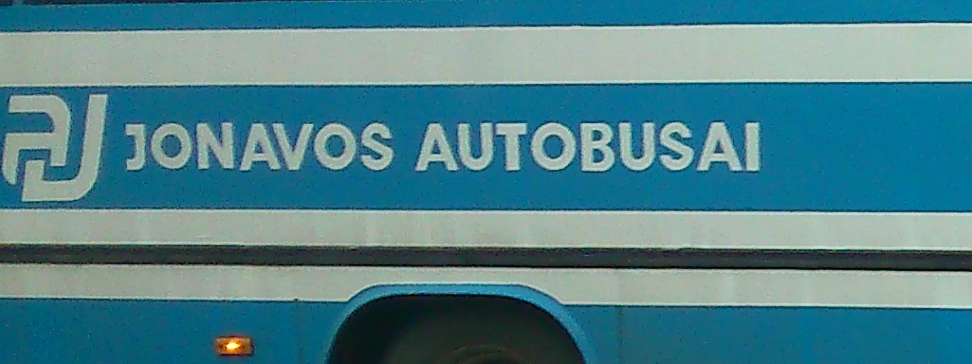
Logo von UAB „Jonavos autobusai“

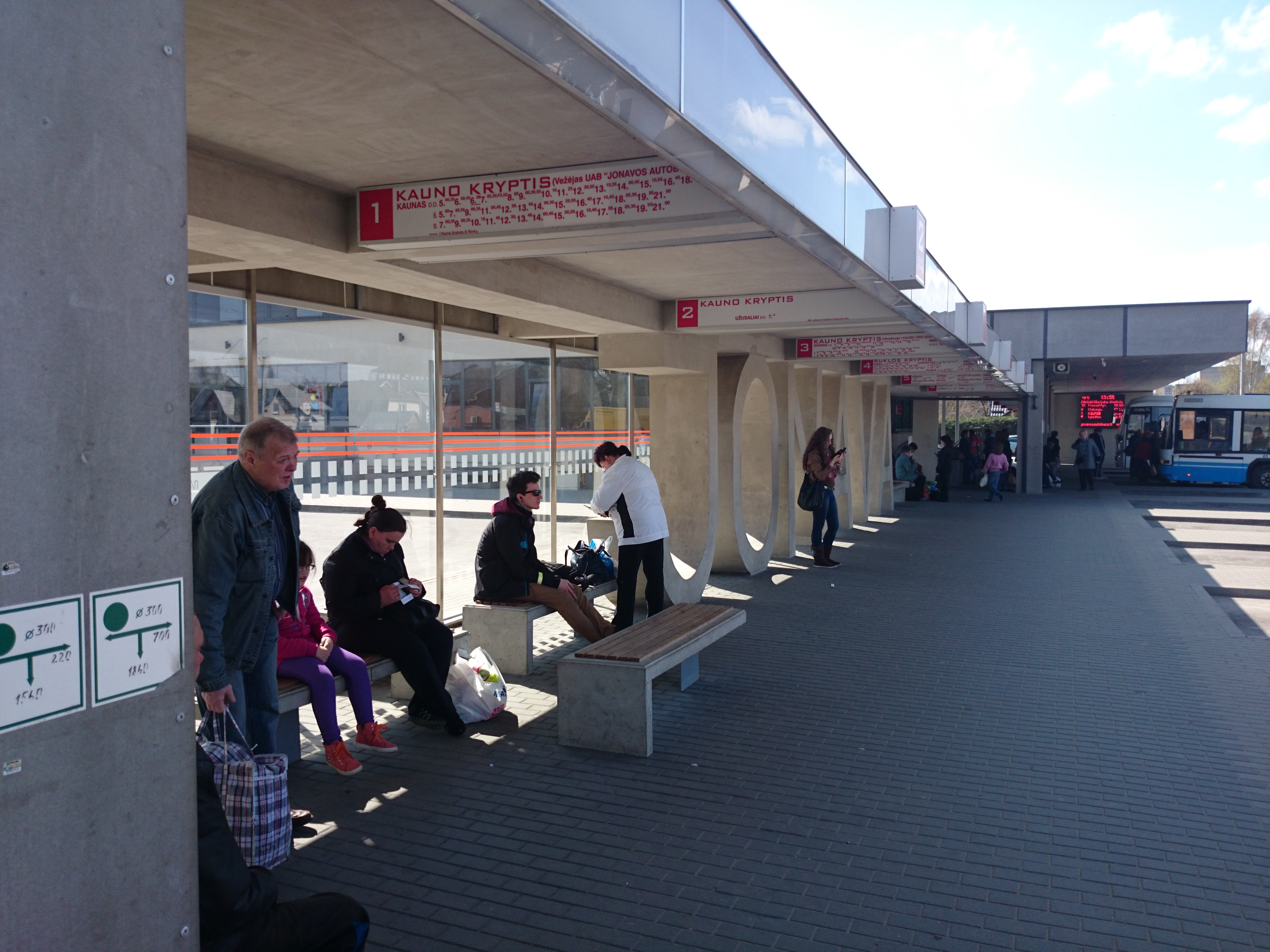
Bussteige

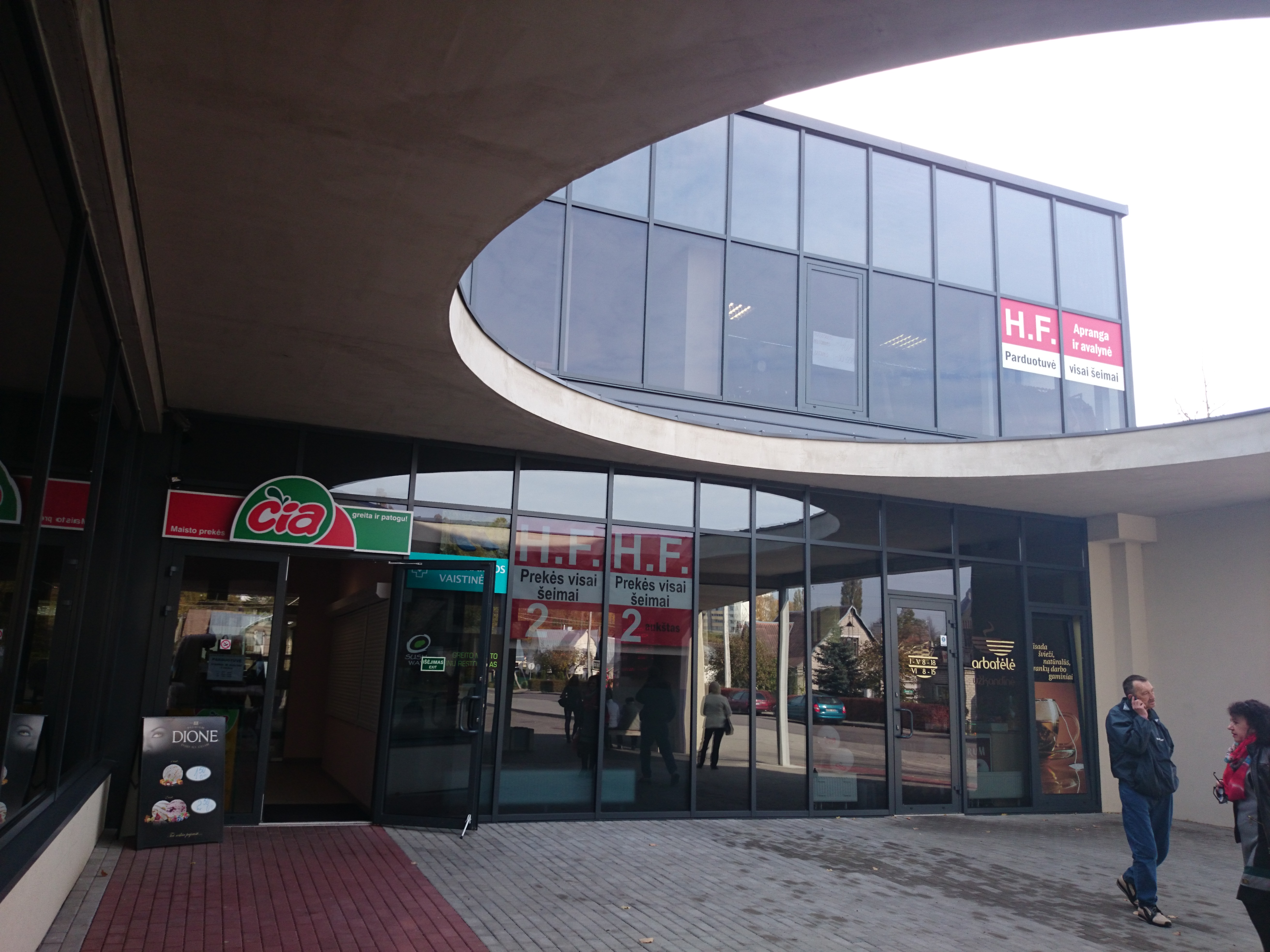

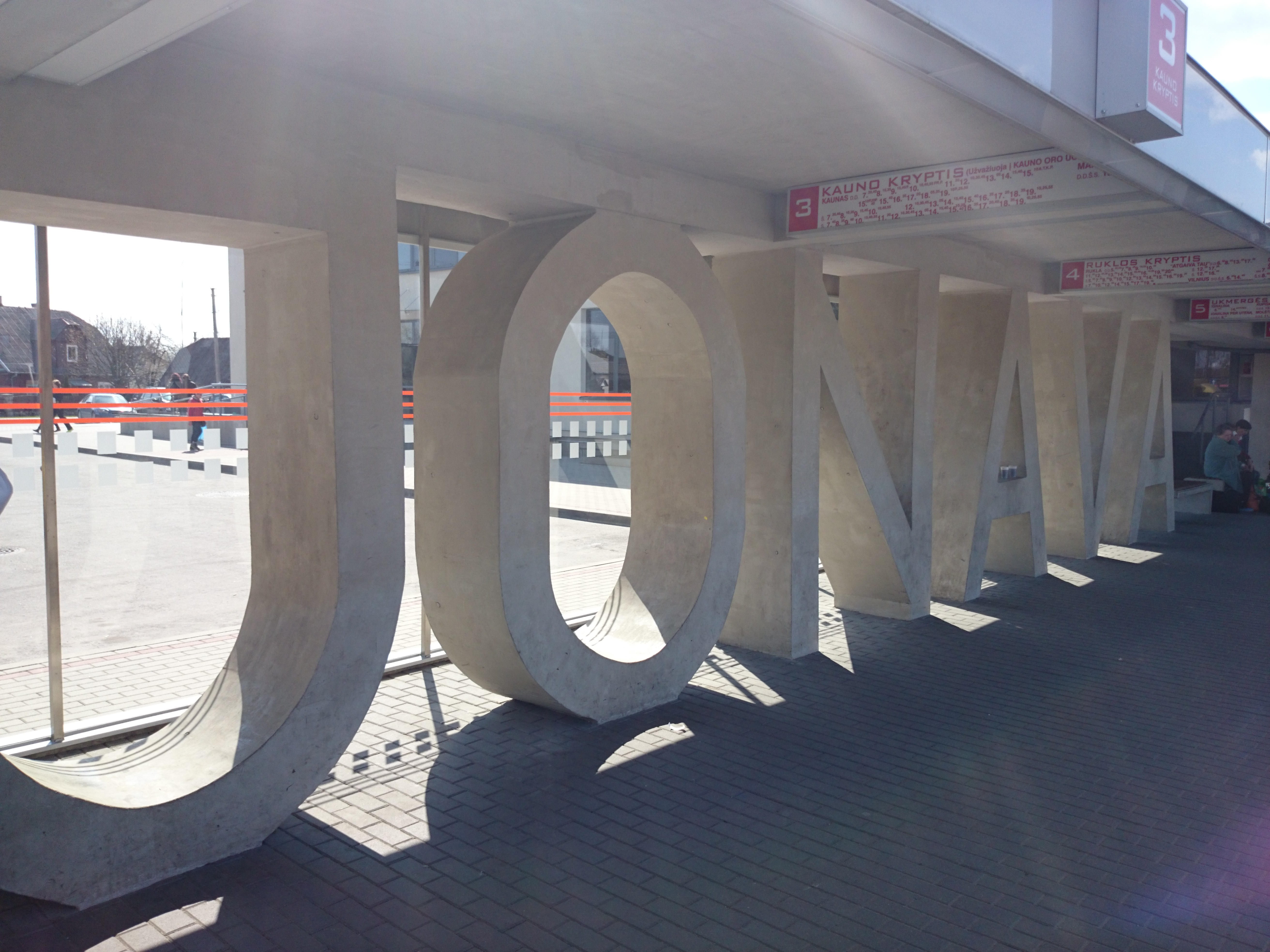
Bussteige

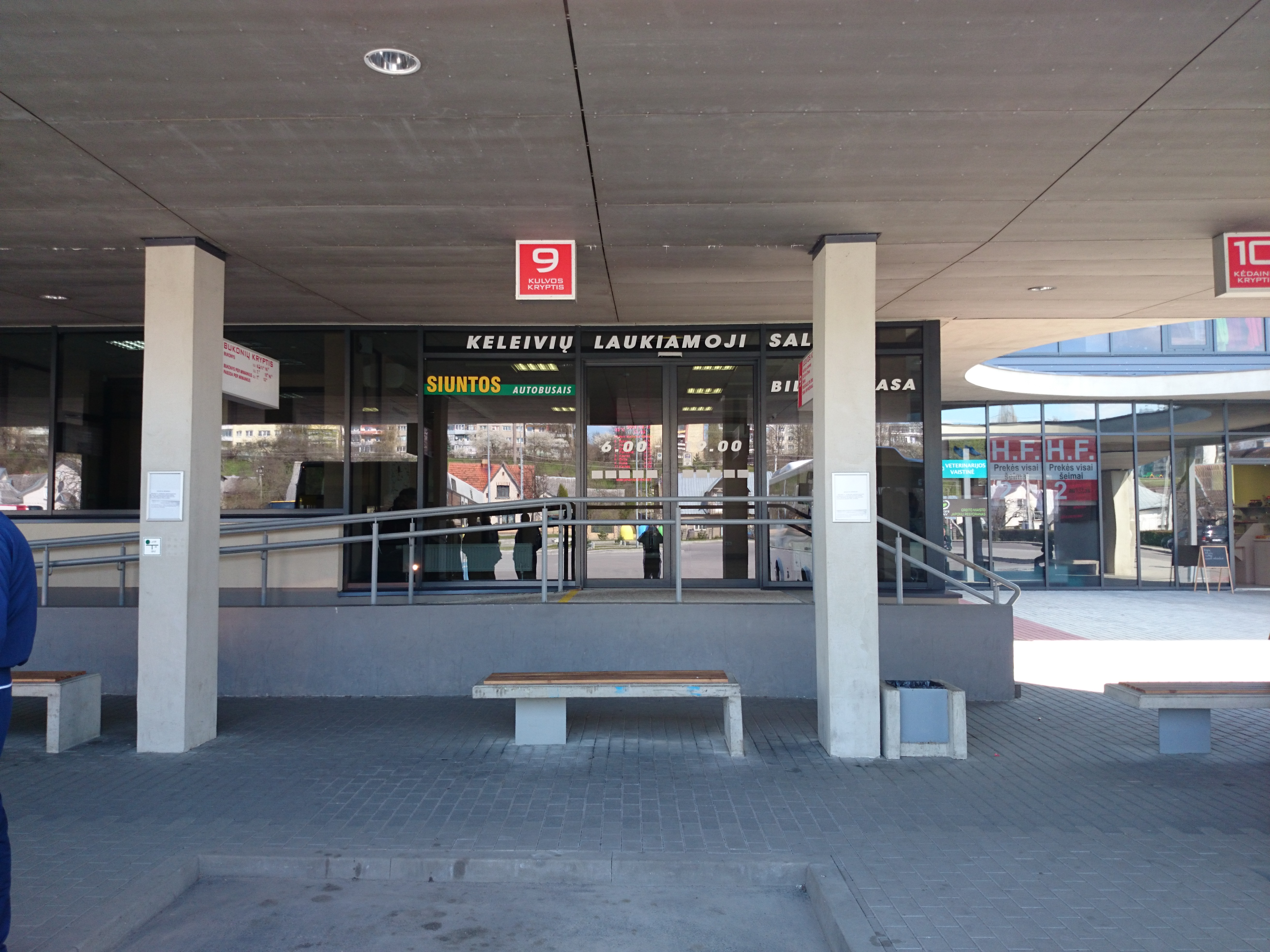
Saal

Der Busbahnhof Jonava (litauisch Jonavos autobusų stotis) ist ein Busbahnhof in Litauen, in der Rajongemeinde Jonava. Der Bahnhof befindet sich unweit vom Markt Jonava.
Der Busbahnhof Jonava wurde 1978 gebaut und 2011 erneuert. Es wurden im Busbahnhof kleine Läden eingerichtet. Der Busbahnhof wird vom kommunalen Unternehmen „UAB Jonavos autobusai“ verwaltet.
Vom Busbahnhof Jonava sind viele litauische Städte und die meisten Orte der Rajongemeinde Jonava erreichbar.